# 文梅彬
文梅彬（韓語：문 메이빈，2008年12月17日—），為加韓混血兒，是韓國童星文梅森的弟弟。沿承了哥哥的可爱，當過不少廣告和雜誌模特兒 非常爱笑，且笑起来有小小的酒窩顯得更加可愛。三兄弟皆為韓國著名童星。

## 家庭成員
加拿大爸爸、韓國媽媽、哥哥文梅森、弟弟文梅登 。

## 演出作品

### 綜藝節目
- 2010年：KBS《奇怪三男子》
- 2010年：KBS《Hello Baby》第三季
- 2011年：MBS美好的一天(111011)
- 2012年：天天向上（2012.03.09）
- 2012年：JTBC《神話放送》EP07.EP08 兒童頻道-小雞人氣王

## 外部連結
- 官方网站